# گاورنر گراور (پاروزن عقب‌کشتی)
گاورنر گراور(پاروزن عقب‌کشتی) (به انگلیسی: Governor Grover (sternwheeler)) یک کشتی بود که طول آن ۱۴۰ فوت (۴۲٫۷ متر) بود. این کشتی در سال ۱۸۷۳ ساخته شد.